# Административно-территориальное деление Бабушкинского района
Бабушкинский район — административно-территориальная единица в Вологодской области Российской Федерации. В рамках организации местного самоуправления ему соответствует одноимённое муниципальное образование Бабушкинский муниципальный район.
Административный центр — село имени Бабушкина
- Код ОКАТО Бабушкинского района — 19 208
- Код ОКТМО Бабушкинского муниципального района — 19 608

## Административно-территориальные единицы
Бабушкинский район в рамках административно-территориального устройства, включает 15 сельсоветов:
| №  | Сельсовет      | Соответствующее муниципальное образование |
| -- | -------------- | ----------------------------------------- |
| 1  | Бабушкинский   | Бабушкинское СП                           |
| 2  | Березниковский | Березниковское СП                         |
| 3  | Великодворский | Миньковское СП                            |
| 4  | Демьяновский   | Бабушкинское СП                           |
| 5  | Жубрининский   | Рослятинское СП                           |
| 6  | Косиковский    | Бабушкинское СП                           |
| 7  | Кулибаровский  | Миньковское СП                            |
| 8  | Леденьгский    | Бабушкинское СП                           |
| 9  | Логдузский     | Подболотное СП                            |
| 10 | Миньковский    | Миньковское СП                            |
| 11 | Подболотный    | Подболотное СП                            |
| 12 | Рослятинский   | Рослятинское СП                           |
| 13 | Тимановский    | Тимановское СП                            |
| 14 | Фетининский    | Миньковское СП                            |
| 15 | Юркинский      | Миньковское СП                            |

### История
Первоначально название района — Леденгский. Леденгский район образован по постановлению Президиума ВЦИК 15 июля 1929 года в составе Вологодского округа Северного края, с центром в селе Леденгское. С Постановлением ВЦИК от 30 июля 1931 года к Леденгскому району была присоединена территория упразднённого Рослятинского района, но постановлением ВЦИК от 25 января 1935 года Рослятинский район был вновь восстановлен. После принятия Конституции СССР в 1936 году район в составе Северной области. После разделения Северной области, в соответствии с Постановлением ЦИК СССР от 23 сентября 1937 года, на Вологодскую и Архангельскую, в составе вновь образованной Вологодской области. Указом Верховного Совета РСФСР от 26 февраля 1941 года, в связи с 35-летием со дня смерти революционера-большевика И. В. Бабушкина, уроженца райцентра, Леденгский район переименован в Бабушкинский, а райцентр — в село имени Бабушкина. Указом Президиума Верховного Совета РСФСР от 12 ноября 1960 года к Бабушкинскому району была присоединена часть территории повторно упразднённого Рослятинского района. С 13 декабря 1962 года по 12 января 1965 года, во время неудавшейся всесоюзной реформы по делению на сельские и промышленные районы и парторганизации, в соответствии с решениями ноябрьского (1962 года) пленума ЦК КПСС «о перестройке партийного руководства народным хозяйством», район в числе многих в СССР был временно упразднён (укрупнён), в то время его территория была передана в состав Тотемского сельского района, территория которого включала территорию прежних Бабушкинского и Тотемского административных районов. Пленум ЦК КПСС, состоявшийся 16 ноября 1964 года восстановил прежний принцип партийного руководства народным хозяйством, после чего Указом Верховного Совета РСФСР от 12 января 1965 года Бабушкинский и Тотемский административные районы были восстановлены.

## Муниципальные образования

Муниципальные образования с 2016 г.

Муниципальный район, в рамках организации местного самоуправления, делится на 6 муниципальных образований нижнего уровня со статусом сельского поселения
| Муниципальное образование         | Административный центр | Административно-территориальные единицы (состав по структуре ОКАТО)                                                                       |
| --------------------------------- | ---------------------- | --- |
| Бабушкинское сельское поселение   | имени Бабушкина        | Бабушкинский, Демьяновский, Косиковский, Леденьгский сельсоветы                                                                           |
| Березниковское сельское поселение | Воскресенское          | Березниковский сельсовет |
| Миньковское сельское поселение    | Миньково               | Великодворский, Кулибаровский, Миньковский, Фетининский, Юркинский сельсоветы, а также посёлок Ида Идского сельсовета Грязовецкого района |
| Подболотное сельское поселение    | Кокшарка               | Логдузский, Подболотный сельсоветы |
| Рослятинское сельское поселение   | Рослятино              | Жубрининский, Рослятинский сельсоветы, а также посёлок Илезка Игмасского сельсовета Нюксенского района                                    |
| Тимановское сельское поселение    | Тиманова Гора          | Тимановский сельсовет |

### История муниципального устройства

Муниципальные образования в 2006—2009 гг.

Изначально в составе муниципального района к 1 января 2006 года были созданы 11 муниципальных образований со статусом сельского поселения. При этом к муниципальному району были отнесены 3 посёлка от соседних районов: посёлки Ида и Кордон Идского сельсовета Грязовецкого района, а также посёлок Илезка Игмасского сельсовета Нюксенского района.
| Муниципальное образование         | Административный центр | Административно-территориальные единицы (состав по структуре ОКАТО)             |
| --------------------------------- | ---------------------- | ------------------------------------------------------------------------------- |
| Бабушкинское сельское поселение   | имени Бабушкина        | Бабушкинский, Леденьгский сельсоветы                                            |
| Березниковское сельское поселение | Воскресенское          | Березниковский сельсовет                                                        |
| Демьяновское сельское поселение   | Демьяновский Погост    | Демьяновский, Косиковский сельсоветы                                            |
| Жубрининское сельское поселение   | Жубрино                | Жубрининский сельсовет, посёлок Илезка Игмасского сельсовета Нюксенского района |
| Логдузское сельское поселение     | Логдуз                 | Логдузский сельсовет                                                            |
| Миньковское сельское поселение    | Миньково               | Миньковский, Кулибаровский, Великодворский сельсоветы                           |
| Подболотное сельское поселение    | Кокшарка               | Подболотный сельсовет                                                           |
| Рослятинское сельское поселение   | Рослятино              | Рослятинский сельсовет                                                          |
| Тимановское сельское поселение    | Тиманова Гора          | Тимановский сельсовет                                                           |
| Юркинское сельское поселение      | Юркино                 | Юркинский, Фетининский сельсовет                                                |
| Идское сельское поселение         | Ида                    | посёлки Ида и Кордон (Идский сельсовет Грязовецкого района)                     |

Муниципальные образования в 2009—2015 гг.

В апреле 2009 года было упразднено Жубрининское сельское поселение (включено в Рослятинское сельское поселение). 
| Муниципальное образование         | Административный центр | Административно-территориальные единицы (состав по структуре ОКАТО)                            |
| --------------------------------- | ---------------------- | ---------------------------------------------------------------------------------------------- |
| Бабушкинское сельское поселение   | имени Бабушкина        | Бабушкинский, Леденьгский сельсоветы                                                           |
| Березниковское сельское поселение | Воскресенское          | Березниковский сельсовет                                                                       |
| Демьяновское сельское поселение   | Демьяновский Погост    | Демьяновский, Косиковский сельсоветы                                                           |
| Логдузское сельское поселение     | Логдуз                 | Логдузский сельсовет                                                                           |
| Миньковское сельское поселение    | Миньково               | Миньковский, Кулибаровский, Великодворский сельсоветы                                          |
| Подболотное сельское поселение    | Кокшарка               | Подболотный сельсовет                                                                          |
| Рослятинское сельское поселение   | Рослятино              | Рослятинский, Жубрининский сельсоветы, посёлок Илезка Игмасского сельсовета Нюксенского района |
| Тимановское сельское поселение    | Тиманова Гора          | Тимановский сельсовет                                                                          |
| Юркинское сельское поселение      | Юркино                 | Юркинский, Фетининский сельсовет                                                               |
| Идское сельское поселение         | Ида                    | посёлки Ида и Кордон (Идский сельсовет Грязовецкого района)                                    |

В мае-июне 2015 года были упразднены Идское и Юркинское сельские поселения (включены в Миньковское); а также Логдузское сельское поселение (включено в Подболотное). 
В марте-апреле 2016 года было упразднено Демьяновское сельское поселение  (включено в Бабушкинское).